# Bubny
Bubny (německy Bubna) jsou bývalá vesnice severně od centra Prahy. Jádro zástavby se rozkládalo na levém, severním břehu Vltavy v úrovni ostrova Štvanice v místech dnešního nábřeží Kapitána Jaroše. Katastrální území zahrnovalo také Letnou a okolí dnešní Bubenské ulice a nádraží Praha-Bubny, Bubny tedy tvořily západní část dnešních Holešovic. Od poloviny 18. století se rychle rozvíjely. V roce 1850 byly sloučeny s Holešovicemi do obce Holešovice-Bubny. V roce 1884 byly Holešovice-Bubny připojeny k Praze jako historicky první obec, která v době připojení nebyla městem, a staly se tak VII. pražskou částí. Od správní reformy v roce 1960 byla celá čtvrť přejmenována na Holešovice.

## Historie

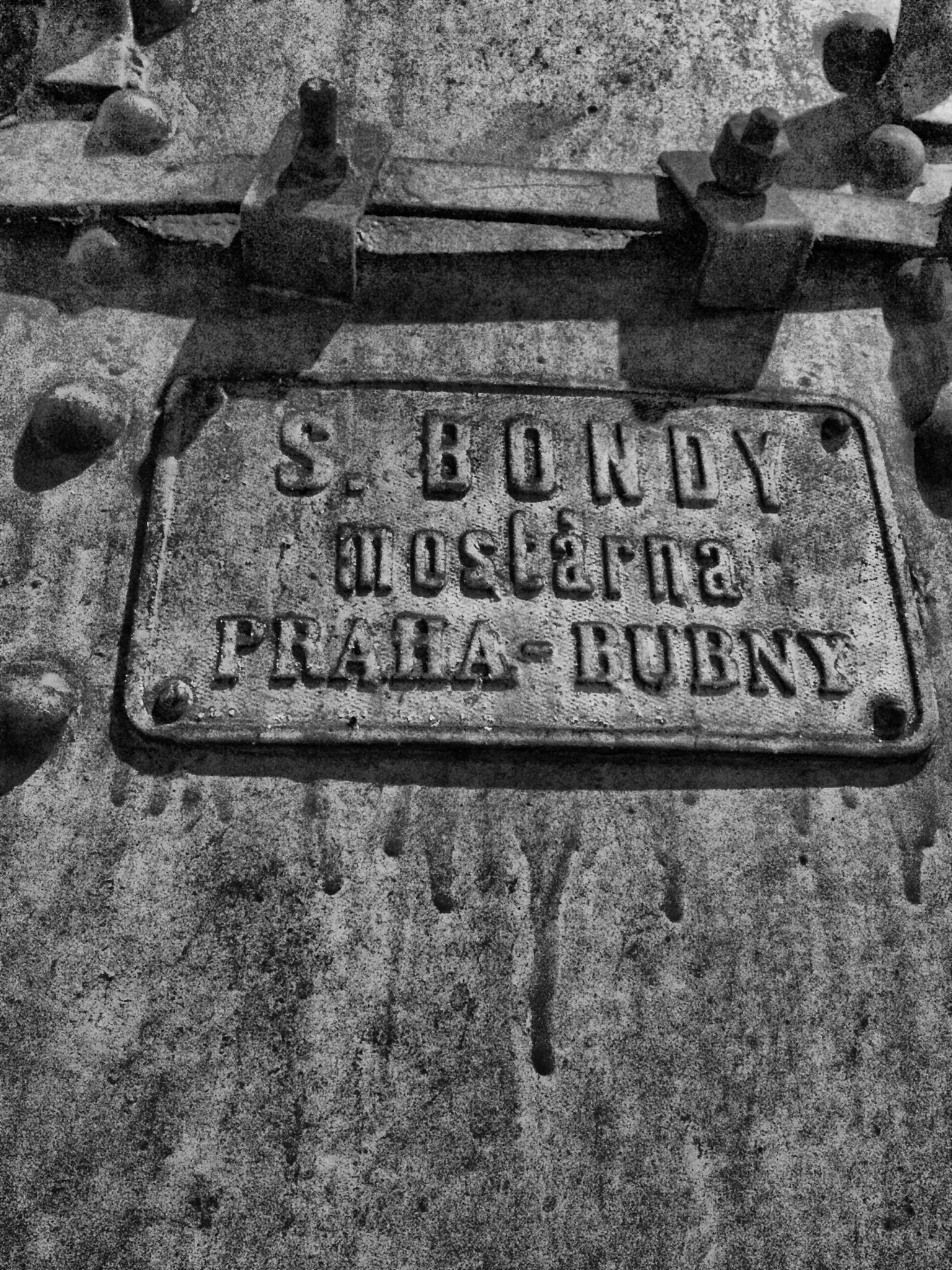
Výrobní štítek z bubenské mostárny S. Bondy na zastřešení kolejiště hlavního nádraží v Praze

Bubny bývala ves rybářů nedaleko Prahy na levém břehu Vltavy proti rozlehlému ostrovu Štvanice (kdysi soustava říčních ostrovů), poblíž brodu směřujícího z Poříčí přes ostrovy na levý břeh a dále na západ k Pražskému hradu. Ves Bubny je prvně připomínána v tzv. vyšehradském falzu z roku 1088. Brod u Buben je zmiňován k roku 1105, kdy jej použil kníže Svatopluk při svém tažení proti svému bratranci Bořivojovi II., usazenému na Hradě. Další historická zpráva zmiňuje ves Bubny k roku 1172 jako ves jistého Gumpolda.

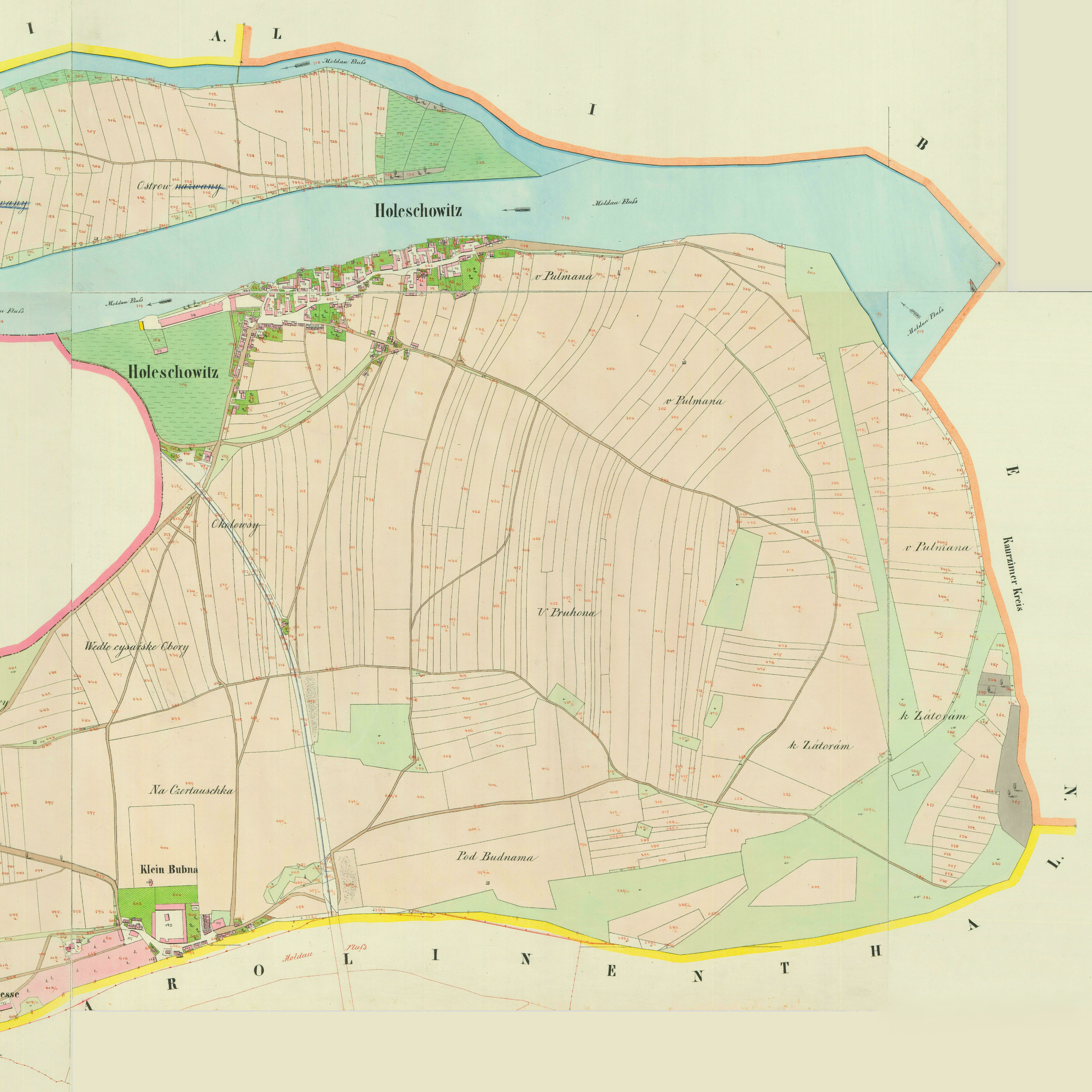
Poloha Buben a Holešovic na císařských otiscích map Stabilního katastru z roku 1840 (Výřez z mapových listů kód 1960-1-001 až 1960-1-006).

Zasvěcení bubenského kostela sv. Klimenta je písemně zmíněno k roku 1298, avšak z analogie s jinými kostely zasvěcenými stejnému patronovi vyplývá, že může jít o stavbu o několik století starší. Další zmínka o kostelíku je k roku 1334. Bubny jsou zmiňovány také k r. 1261, kdy král Přemysl Otakar II. vystrojil dvoudenní hody „na poli řečeném Letné, které leží mezi vsemi řečeným Ovenec, Holišovice a Bubny“.
K letům 1620–1630 spadajícím do období třicetileté války je uvedeno, že statek Bubny je v držení Albrechta z Valdštejna. Při švédském vpádu do Prahy v závěru války roku 1648 byl tento statek zpustošen a na bubenském hřbitově (vedle kostelíka sv. Klimenta) je dodnes udržován hrob jednoho z tehdejších obránců Prahy. Po skončení třicetileté války byl statek barokně přestavěn a ve vsi také obnovili pivovar. V letech 1659–1677 se dočkal (dík hraběti Maxmiliánovi Martinicovi) své barokní přestavby i kostelík sv. Klimenta.
Po roce 1750 se začaly Bubny – zejména na území vymezeném dnešní ulicí Skaleckou, Strossmayerovým náměstím (dříve Bubenským náměstím), Bubenskou ulicí (nad stanicí metra Vltavská) a Vltavou rychle rozvíjet. V roce 1850 byly katastrální obce Bubny (zahrnující území dnešní Letné) a Holešovice sloučeny do jediné katastrální obce Holešovice-Bubny a v roce 1884 se takto sloučená obec stala sedmou městskou čtvrtí – Prahou VII.
Při dalším rozvoji Prahy a jejích správních reformách vytratilo se jméno Bubny z názvu katastrálního území Holešovice-Bubny a od reformy v roce 1960 se pro ně užívá už jen název Holešovice. Většinu někdejšího katastrálního území Bubny znají dnešní Pražané spíše jako Letnou. Jméno Buben dnes připomíná Bubenská ulice, Bubenské nábřeží a název železniční stanice Praha-Bubny, ze staré zástavby zbyl jen kostel sv. Klimenta.